# Butyrivibrio hungatei
Butyrivibrio hungatei è una specie di batterio appartenente alla famiglia delle Lachnospiraceae.